# Khadira formosa
Khadira formosa är en fjärilsart som beskrevs av Griveaud och Pierre E.L. Viette 1961. Khadira formosa ingår i släktet Khadira och familjen nattflyn. Inga underarter finns listade i Catalogue of Life.